# Roller Mátyás
Roller Mátyás (Üröm (Pest megye), 1840. szeptember 13. – Budapest, 1898. november 8.) polgári iskolai igazgató, mérnök, tanár.

## Élete
Iskoláit Vácon kezdte, Budán folytatta és 1856-ban már mint segédtanító működött Nagykovácsin. 1857-ben tanítói oklevelet nyert; ezután Budaörsön hat évig tanítóskodott. 1863-ban elhagyta állását és 1864-ben beiratkozott a politechnikumra, melyen sok nélkülözéssel és még nagyobb szorgalommal tisztén önerejéből a gépészmérnöki tanfolyamot végezve, 1868-ban oklevelet nyert és azonnal kinevezték ugyanoda tanársegédnek. Ezen állását csak 1870-ben hagyta el, midőn a fővárosi tanács igazgatónak választotta meg a VI. kerület egyik elemi iskolájában megnyílt első polgári iskolához. 1884-ben a vezetése alatt levő polgári iskola mellé fölállították a középkereskedelmi iskolát; 1885-ben megnyílt az alsófokú kereskedelmi iskola is. 1891-ben a fővárosi tanács Rollert bízta meg, hogy a fővárosban levő összes alsófokú kereskedelmi iskolaköteles tanulókat nyilvántartsa, ugyanezen évben az Eötvös-alap (melynek egyik alapítója volt) pénztárnokságával is őt bízták meg. Tanársegédi ideje alatt csillagászattal is foglalkozott. Egyik idevágó értekezését az akadémiában olvasták fel, megjelent az Astronomische Nachrichten című szaklapban. 1871-ben kormánysegéllyel beutazta Németországot a polgári iskolák tanulmányozása végett. 1873-ben Schenzl Guidó meteorológiai intézeti igazgatóval beutazta az Északnyugati felföldet, a föld delejes viszonyainak felvétele végett. Tagja volt a fővárosi bizottságnak.
Cikkei az Akadémiai Értesítőben (1870. A bolygók befolyásairól az üstökösök járására, A naprendszer tovamozdulásáról az üstökös pályákból itélve); a Természettudom. Közlönyben (1870. A Wolga-folyam jégviszonyai, vízállása és az erdő-irtások, 1872. Az évi középhőmérséklet és a halálozások); a Pallas Nagy Lexikonba a mértékekről szóló cikkeket írta.

## Munkái
- A métermérték a háztartásban és kereskedésben. Táblázatok a régi mértékeknek az új mértékekre való átváltoztatására. Iparosok és kereskedők, de különösen a háztartás szükségleteinek tekintetbevételével. Bpest, 1875. (2. bőv. kiadás. 1876., 3. bőv. k. 1890. Uo. Németül. Uo. 1875.)
- Könyvviteltan. Polgári iskolák számára. I. rész. Egyszerű könyvvitel. Uo. 1876. (Wittinger Jánossal együtt. 2. átdolg. kiadás, rövid váltóismével, polgári iskolák és rokonintézetek számára. Uo. 1882., 3. jav. kiadás. Uo. 1886.)
- Alkalmazott geometria, polgári iskolák és rokon intézetek számára. Uo. 1880.
- Egyszerű könyvviteltan és rövid váltóisme. Iparosok, ipar- és ismétlő iskolák számára. Uo. 1883.
- Üzlettervek és feladványok a könyvvitel tanításához. Uo. 1890.